# جزيرة الساحر
جزيرة الساحر (بالإنجليزية: Wizard Island)‏، مخروط جمرة بركاني يشكل جزيرة في الطرف الغربي من بحيرة كريتر في حديقة كريتر ليك الوطنية، أوريغون. يصل الجزء العلوي من الجزيرة إلى 6933 قدمًا (2113 مترًا) فوق مستوى سطح البحر، أي حوالي 755 قدمًا (230 مترًا) فوق متوسط سطح البحيرة.